# William à Court, 1. Baronet
Sir William Pierce Ashe à Court, 1. Baronet (auch A’Court, * um 1747; † 22. Juli 1817), war ein britischer Offizier und Politiker.

## Leben
Er stammte aus der südwestenglischen Gentry-Familie à Court und war der Sohn des Generals und Politikers William Ashe à Court (1708–1781) aus dessen Ehe mit Annabella Vernon. Er besuchte von 1759 bis 1765 das Eton College.
Er diente bei der British Army von 1769 bis 1778 als Captain des 11th Regiment of Foot und ab 1797 als Lieutenant Colonel der 2nd Wiltshire Militia.
Als im August 1781 sein Vater starb, erbte er dessen Vermögen einschließlich des Anwesen Heytesbury House bei Heytesbury in Wiltshire. Als dessen Nachfolger wurde er im September 1781 als Abgeordneter für das Borough Heytesbury ins House of Commons gewählt. Er hatte dieses Mandat bis 1790 sowie erneut von 1806 bis 1807 inne.
Am 4. Juli 1795 wurde ihm in der Baronetage of Great Britain der erbliche Adelstitel Baronet, of Heytesbury in the County of Wiltshire, verliehen. 1812 wurde er zum High Sheriff von Wiltshire ernannt.
Er heiratete 1769 in erster Ehe Catherine Bradford († 1776) und 1777 in zweiter Ehe Laetitia Wyndham († 1821). Aus seiner zweiten Ehe hatte er drei Töchter und drei Söhne:
- Laetitia à Court (1778–1810) ⚭ 1809 William Eliot, 2. Earl of St. Germans;
- William à Court, 1. Baron Heytesbury (1779–1860), MP, Diplomat, ⚭ 1808 Maria Rebecca Bouverie;
- Annabella à Court (1781–1866) ⚭ Richard Beadon;
- Maria à Court (1782–1862), ⚭ 1811 Hon. Philip Pleydell-Bouverie, Sohn des Jacob Pleydell-Bouverie, 2. Earl of Radnor;
- Edward Henry à Court Repington (1783–1855), MP, Vice-Admiral der Royal Navy;
- Charles Ashe à Court-Repington (1785–1861), MP, General der British Army, ⚭ 1815 Mary Elizabeth Catherine Gibbs.

Als er 1817 starb, erbte sein ältester Sohn William seinen Adelstitel.